# KK Vojvodina Novi Sad
Der Košarkaški klub Vojvodina Novi Sad (aktueller Name: KK Vojvodina Srbijagas) ist ein serbischer Basketballverein aus Novi Sad.
Durch die gute Platzierung in der vergangenen Saison erlangte der Verein die Teilnahme an der Adriatischen Basketballliga (ABA), in der neben serbischen Mannschaften auch bosnische, kroatische und slowenische Teams teilnehmen.

## Geschichte
In der Saison 2005/06 nahm man zum ersten Mal an der ABA-Liga teil. Ein Jahr später setzte man aus, bevor man 2007/08 wieder das Teilnahmerecht erlangte. Für die Saison 2009/10 konnte der Einzug in die ABA-Liga nicht geschafft werden.